# Blotia
Blotia é um género botânico pertencente à família Phyllanthaceae.